# Lotfi Dziri
Lotfi Dziri (arab. لطفي الدزيري, ur. 6 stycznia 1946 r., zm. 5 maja 2013) – tunezyjski aktor, znany w Polsce z roli Gebhra w filmie W pustyni i w puszczy z 2001 roku.

## Biografia[3]
Lofti Dziri studiował we Francji psychologię. Tam pierwszy raz zetknął się z aktorstwem. Oprócz udziału w polskim filmie występował również w produkcjach francuskich, niemieckich, włoskich i amerykańskich.

## Filmografia[4][5]
| Rok  | Tytuł polski                          | Tytuł oryginalny                 | Rola             | Gatunek         |
| ---- | ------------------------------------- | -------------------------------- | ---------------- | --------------- |
| 1997 |                                       | Keswa, le fil perdu              |                  | fabularny       |
| 2001 | W pustyni i w puszczy                 | W pustyni i w puszczy            | Gebhr            | przygodowy      |
| 2003 | Koloseum: Rzymska arena śmierci       | Colosseum: Rome's Arena of Death | Trener           | fabularny       |
| 2004 |                                       | Colosseum: A Gladiator's Story   | Trener           | dokumentalny    |
| 2004 |                                       | Deadlines                        | Rahman           | fabularny       |
| 2005 |                                       | Le voyage de Louisa              | El Fransaoui     | fabularny       |
| 2005 |                                       | Visa                             |                  | krótkometrażowy |
| 2006 |                                       | Making of, le dernier film       |                  | fabularny       |
| 2007 | Narodziny człowieka - istoty myślącej | Le Sacre de l'homme              | Uhru             | dokumentalny    |
| 2009 | Nić                                   | Le Fil                           | Abdelaziz        | fabularny       |
| 2010 | Miasto cieni                          | La Cité                          | Georges          | fabularny       |
| 2011 | Czarne złoto                          | Black Gold                       | Szejk Bani Sirri | fabularny       |